# Paraú
Paraú är en kommun i Brasilien.   Den ligger i delstaten Rio Grande do Norte, i den östra delen av landet, 1 600 km nordost om huvudstaden Brasília. Antalet invånare är 3 862.
Omgivningarna runt Paraú är huvudsakligen savann. Runt Paraú är det glesbefolkat, med 9 invånare per kvadratkilometer.